# Nacionalidad iraní

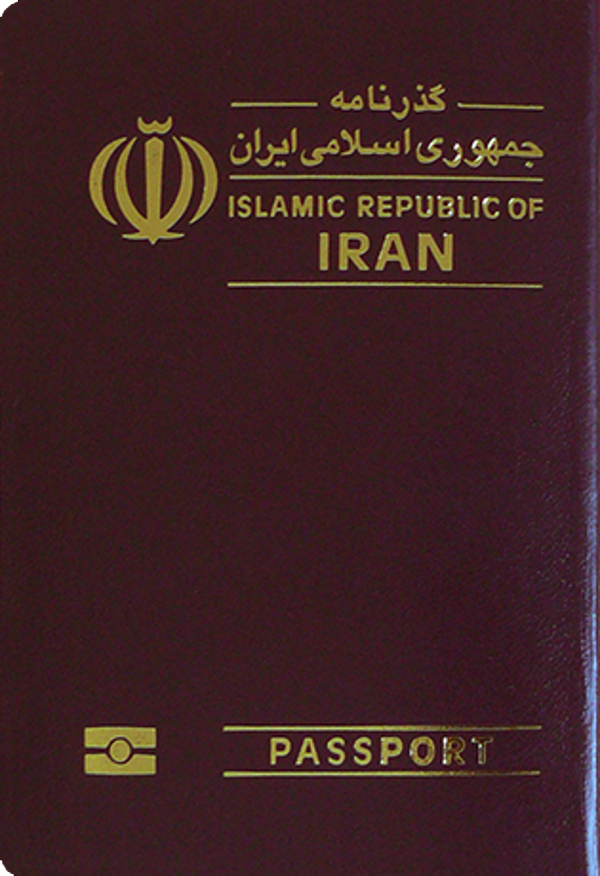
Pasaporte biométrico iraní

La nacionalidad o ciudadanía iraní es el vínculo jurídico que liga a una persona física con la República Islámica de Irán y que le atribuye la condición de ciudadano. La ley de esta nacionalidad contiene principios de ius sanguinis y ius soli. 
Una persona adquiere la nacionalidad iraní si al menos uno de sus padres es ciudadano iraní, siendo este el método principal para adquirir la ciudadanía. Anteriormente, solo podía ser transmitida por hombres, es decir, que los niños la adquirían a través de sus padres, pero no de sus madres. Por ejemplo, los niños nacidos en Irán, de madres iraníes y padres pertenecientes a la gran comunidad de refugiados y migrantes afganos, no podían acceder a la ciudadanía iraní y quedaban apátridas, ya que la nacionalidad afgana solamente se otorga por nacer en Afganistán, y las madres iraníes no podían transmitir su nacionalidad a sus hijos. En 2019, el Parlamento iraní aprobó dar la nacionalidad a los hijos de madre iraní y padre extranjero.
La ley de nacionalidad completa se define en el Libro 2 del Código Civil de Irán, artículos 976 a 991.

## Definición de ciudadanos iraníes
El artículo 976 del Código Civil de Irán define quién es ciudadano iraní:
1. Todas las personas que residen en Irán, excepto aquellas cuya nacionalidad extranjera está establecida; la nacionalidad extranjera de tales personas se considera establecida si sus documentos de nacionalidad no han sido objetados por el gobierno iraní.
2. Los nacidos de un padre o madre iraní, independientemente del lugar de nacimiento.
3. Los nacidos en Irán de ascendencia desconocida.
4. Los nacidos en Irán de padres extranjeros, uno de los cuales también nació en Irán.[nota 1]
5. Los nacidos en Irán de un padre de nacionalidad extranjera, que hayan residido al menos un año en Irán inmediatamente después de cumplir los 18 años de edad;[nota 2] de lo contrario, la adquisición de la ciudadanía estará sujeta a las estipulaciones para la naturalización establecidas por la ley.
6. Toda mujer extranjera que contraiga matrimonio con un esposo iraní.
7. Todo ciudadano extranjero que haya obtenido la nacionalidad iraní.

Los hijos de representantes diplomáticos extranjeros no se ven afectados por el punto 4.

## Transferencia de ciudadanía a través de la madre
Una nueva política que permite a las mujeres iraníes transmitir su ciudadanía a sus hijos al nacer comenzó a entrar en vigor a partir de 2020. A mediados de noviembre, unas 75 000 personas habían solicitado la ciudadanía en virtud de la nueva ley.

## Naturalización
Un individuo no iraní puede solicitar la ciudadanía si cumple con las siguientes condiciones:
- Ser mayor de 18 años de edad.
- Haber residido en Irán durante cinco años, ya sea de forma continua o intermitente. El período de residencia en el extranjero al servicio del gobierno iraní se considera como residencia en Irán.
- No ser desertor del servicio militar.
- No haber sido condenado por delitos graves o delitos menores no políticos en ningún país.

Los extranjeros que hayan prestado servicios o asistencia notable a los intereses públicos de Irán, o que tengan esposas iraníes con las que tienen hijos, o que hayan alcanzado altas distinciones intelectuales, o que se hayan especializado en asuntos de interés público, pueden ser aceptados como ciudadanos de la República Islámica de Irán sin cumplir con el requisito de residencia.
La solicitud de naturalización como ciudadano iraní debe presentarse directamente al Ministerio de Relaciones Exteriores, a través de los gobernadores o del gobernador general, y debe ir acompañada de los siguientes documentos:
- Copias certificadas de los documentos de identidad en relación con el solicitante y su familia (esposa e hijos).
- Un certificado que comprueba el período de residencia, antecedentes penales limpios, posesión de propiedad y empleo suficiente que garantice un medio de vida.

El Ministerio de Relaciones Exteriores completará, si es necesario, los detalles relativos al solicitante y los enviará al Consejo de Ministros para que tomen una decisión apropiada al rechazar o aprobar la solicitud. Si se aprueba la solicitud, se presentará un documento de nacionalidad al solicitante.
La esposa y los hijos menores de quienes obtengan la nacionalidad iraní, serán reconocidos como ciudadanos iraníes. No obstante, la esposa puede presentar, dentro de un año a partir de la fecha de emisión de los documentos de nacionalidad de su esposo, una solicitud al Ministerio de Relaciones Exteriores aceptando la antigua nacionalidad de su esposo. Por su parte, los hijos menores pueden presentar, dentro de un año después de cumplir los 18 años de edad, una solicitud al mismo ministerio aceptando la antigua nacionalidad de su padre. La adopción de la nacionalidad iraní por parte del padre, no afecta en modo alguno la nacionalidad de sus hijos que a la fecha de la solicitud de naturalización de este ya cumplieron los 18 años de edad.
La adopción de la nacionalidad iraní por parte del padre no afecta en modo alguno la nacionalidad de sus hijos que fuesen mayores de 18 años de edad en la fecha de la solicitud de naturalización del padre.
Una esposa extranjera ha adquirido la nacionalidad iraní a través del matrimonio, puede volver a su antigua nacionalidad después del divorcio o la muerte de su esposo iraní, siempre que informe al Ministerio de Relaciones Exteriores de los hechos por escrito. La viuda que tiene hijos de su antiguo esposo no puede hacer uso de este derecho mientras sus hijos no hayan cumplido los 18 años de edad.

## Pérdida de la ciudadanía
La renuncia voluntaria a la ciudadanía iraní es posible según la ley, si se cumple con los siguientes requisitos:
- El solicitante es mayor de 25 años.
- El Consejo de Ministros permite dicha renuncia.
- El solicitante se comprometió previamente a transferir, de una forma u otra, a ciudadanos iraníes (dentro de un año a partir de la fecha de renuncia de su nacionalidad) todos los derechos que posea sobre las propiedades de tierra en Irán o que pueda adquirir por herencia, aunque las leyes iraníes pueden haber permitido la posesión de las mismas propiedades en el caso de los extranjeros. La esposa y los hijos de la persona que renuncia a su nacionalidad no pierden su nacionalidad iraní, ya sean menores o adultos, a menos que el Consejo de Ministros les permita renunciar a su nacionalidad. Además de esto, la persona debe abandonar Irán dentro de tres meses. De lo contrario, las autoridades correspondientes emitirán órdenes de deportación para su expulsión y venderán sus propiedades. El período mencionado anteriormente puede extenderse sujeto a la aprobación del Ministerio de Relaciones Exteriores hasta un período máximo de un año.
- Ha completado el servicio militar nacional.

Una mujer iraní que se case con un ciudadano extranjero, conservará su nacionalidad iraní, a menos que, según la ley del país del esposo, la nacionalidad de este último se imponga por matrimonio a la esposa.

## Restauración de la ciudadanía
Los individuos que hayan renunciado a su nacionalidad iraní de conformidad con las disposiciones de la ley, y que deseen volver a adquirirla, pueden ser readmitidos como ciudadanos iraníes mediante una simple solicitud, a menos que el gobierno considere que la concesión de su solicitud no sea aconsejable.
Las mujeres que hayan perdido su nacionalidad iraní por haber adoptado la ciudadanía de un esposo extranjero, pueden volver a adquirirla mediante una solicitud si se separaron, se divorciaron o enviudaron.

## Doble nacionalidad
En la práctica, el gobierno iraní considera a los ciudadanos duales únicamente como ciudadanos iraníes. Sin embargo, el artículo 977 del Código Civil de Irán trata sobre la ciudadanía doble o múltiple. Como consecuencia de los párrafos 4 o 5 del artículo 976, algunos menores iraníes pueden tener ciudadanía doble o múltiple. Si desean conservar la(s) nacionalidad(es) extranjera(s) después de los 18 años de edad, deben informar al Ministerio de Relaciones Exteriores de Irán.

## Requisitos de visado

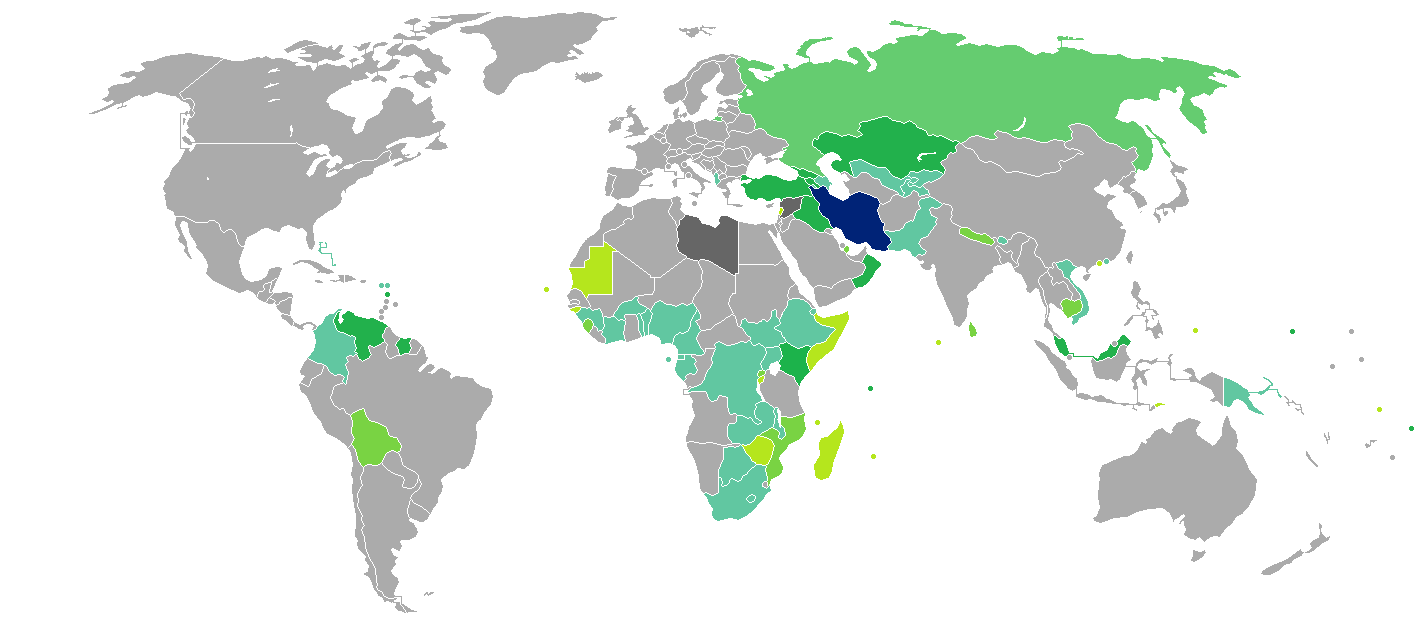
Irán
No se requiere visa
Visa a la llegada
Visa electrónica
Visa disponible tanto a la llegada como en línea
Se requiere visa antes de la llegada
Admisión rechazada

Los requisitos de visado para ciudadanos iraníes son las restricciones administrativas de entrada por parte de las autoridades de otros Estados a los ciudadanos de Irán. En 2023, los ciudadanos iraníes tenían acceso sin visado o visa a la llegada a 43 países y territorios, clasificando al pasaporte iraní en el 96.º lugar del mundo, según el Índice de restricciones de Visa.